# Caupolicana evansi
Caupolicana evansi är en biart som beskrevs av Vergara och Michener 2004. Caupolicana evansi ingår i släktet Caupolicana och familjen korttungebin. Inga underarter finns listade.